# Shelby (Alabama)
Shelby è un census-designated place (CDP) degli Stati Uniti d'America situato nello stato dell'Alabama, nella contea di Shelby.